# Peltastica tuberculata
Peltastica tuberculata är en skalbaggsart som beskrevs av Mannerheim 1852. Peltastica tuberculata ingår i släktet Peltastica och familjen barrlusbaggar. Inga underarter finns listade i Catalogue of Life.